# Árni Magnússon
Árni Magnússon (n. 13 noiembrie 1663, Dalasýsla, Vesturland⁠(d), Islanda – d. 7 ianuarie 1730, Copenhaga, Danemarca) a fost un savant islandez - danez și colecționar de manuscrise. A adunat colecția de manuscrise Arnamagnæan.
Personajul Arnas Arnæus din romanul câștigător al premiului Nobel de Halldór Kiljan Laxness Clopotul din Islanda (Íslandsklukkan) se bazează pe acest savant; romanul se referă la cazul de omor împotriva lui Jón Hreggviðsson, un fermier a cărui condamnare a fost în cele din urmă inversată în parte din cauza investigațiilor lui Árni și Vídalín.
De asemenea, Arne Saknussemm, un personaj din O călătorie spre centrul Pământului de Jules Verne este bazat pe Árni Magnússon.

## Legături externe
- Lucrări de Árni Magnússon la Proiectul Gutenberg
- Opere de sau despre Árni Magnússon la Internet Archive